# Jake O'Connell
(en) Statistiques sur pro-football-reference
Jake Nicholas O'Connell (né le 6 novembre 1985 à Naples) est un joueur américain de football américain. Il joue actuellement avec les Broncos de Denver.

## Enfance
O'Connell étudie à la Gulf Coast High School de sa ville de Naples. Il est le premier joueur du lycée à avoir été drafté. Il joue actuellement avec les Chiefs de Kansas City.

## Carrière

### Université
Il entre à l'université Miami (Ohio) et joue pour les Redhawks.

### Professionnel
Jake O'Connell est sélectionné au septième tour du draft de la NFL de 2009 par les Chiefs de Kansas City au 237e choix. Lors de sa première saison en NFL (rookie), il joue quatre matchs dont deux comme titulaire et reçoit deux passes pour sept yards. La saison suivante, il joue quinze matchs dont deux comme titulaire et ne reçoit que trois passes pour trente-et-un yards. Il entre au cours du premier match de la saison 2011, recevant une passe de quinze yards mais il est libéré le 16 septembre après la signature d'Anthony Becht. Il revient peu de temps après dans l'équipe.